# 新濠國際發展
新濠國際發展有限公司（港交所：0200），前身為澳門電燈有限公司（英語：The Macao Electric Lighting Company, Limited，簡稱「Melco」）在1910年6月4日成立，為首百家在香港成立的公司之一，1927年在香港證券交易所(即今香港聯合交易所)上市，1988年6月24日改用現有名稱，1993年成為信德集團（HKEX：0242）的附屬公司，同年購入持有珍寶海鮮舫及太白海鮮舫（後合併為珍寶王國）的香港仔飲食企業有限公司，但直至1996年信德集團以實物方式將其所持有的公司股份分派予股東，自此便脫離信德集團獨立，次年Lasting Legend LTD. 正式成為公司單一大股東，何鴻燊之子何猷龍獲委任為董事總經理。公司主要從事消閑及娛樂業務，科技業務，並提供投資銀行與金融服務。公司在香港註冊，董事會主席兼行政總裁為何猷龍。
2012年9月16日新濠國際（200）公佈，董事會主席何猷龍的家族信託公司Great Respect已就新濠所發行11.75億元可換股貸款票據，分兩次以換股價3.93元轉換合共約2.99億股公司股份，完成後何猷龍連同家族成員的持股量將由36.02%增至48.49%。
新濠國際2012年9月29日與北京市政府正式簽約，計畫斥資500億人民幣，在北京朝陽區興建以水舞間劇院為代表的新濠國際文化藝術中心。項目總建築面積約120萬平方米。預定2013年動工，2015年內落成。於2016年1月，該公司市值大約為150億元。

## 董事會
- 執行董事
  - 何猷龍先生（董事會主席、行政總裁）
  - Evan Andrew WINKLER（董事總經理）
  - 徐志賢先生
  - 鍾玉文先生
- 非執行董事
  - 吳正和先生
- 獨立非執行董事
  - 羅保爵士
  - 羅嘉瑞先生
  - 沈瑞良先生

## 主要業務

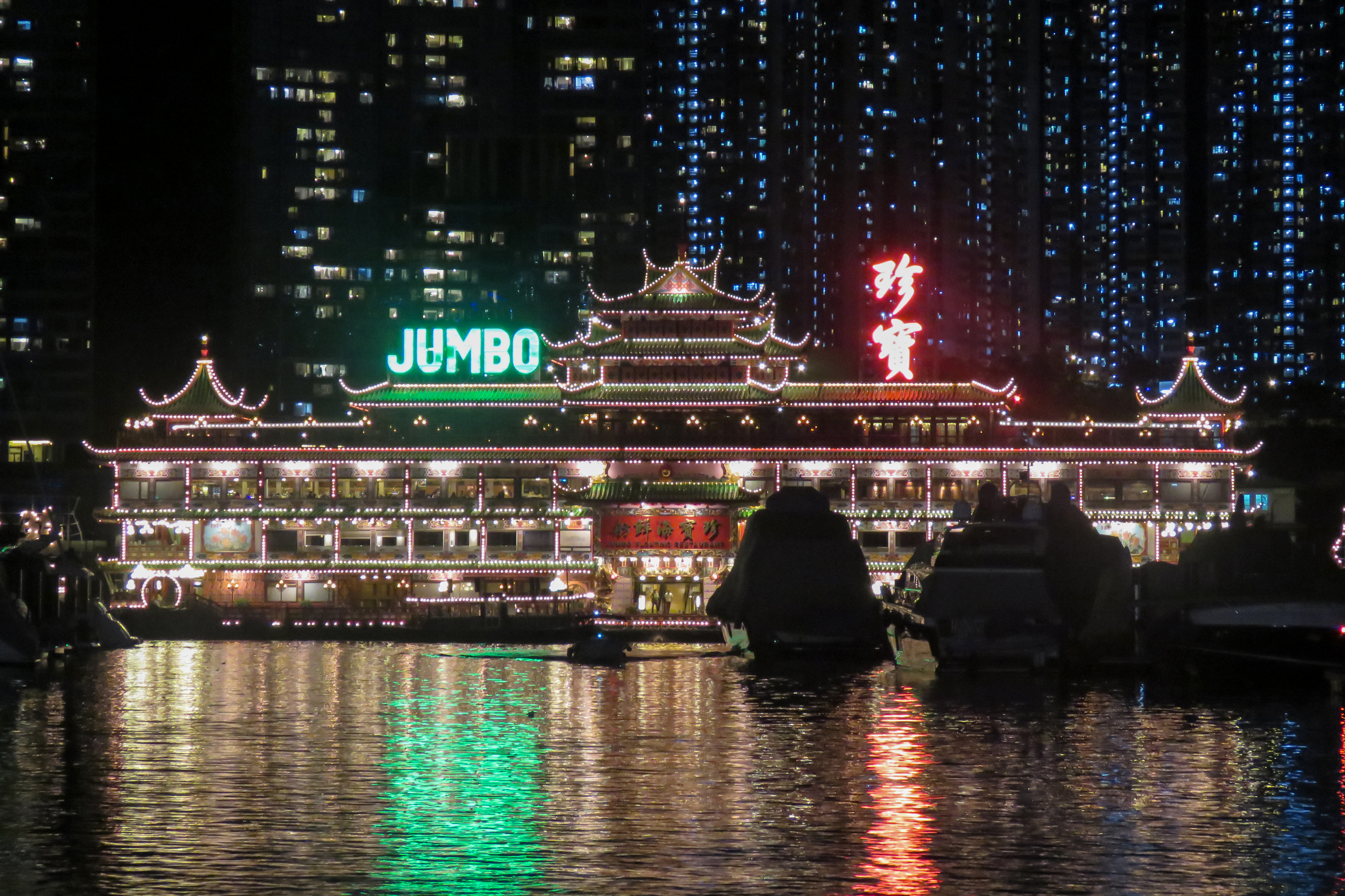
珍寶海鮮舫

新濠國際發展有限公司目前主力經營休閒、博彩及娛樂業務。
- 聯營公司新濠博亞娛樂有限公司持有次幸運博彩經營牌照，現發展項目包括：
  - 摩卡角子娛樂場
  - 澳門皇冠酒店
  - 新濠天地(CITY OF DREAMS)
  - 外港新填海區第三個酒店賭場項目
- 香港仔飲食企業有限公司 - 珍寶王國（珍寶海鮮舫、太白海鮮舫）
- Entertainment Gaming Asia Inc.

## 外部連結
- 新濠國際發展有限公司 （页面存档备份，存于）